# Tom Jones (film)
Tom Jones is een komische avonturenfilm uit 1963 onder regie van Tony Richardson. Het verhaal hiervan is gebaseerd op dat uit de roman The History of Tom Jones, a Foundling van Henry Fielding. De film werd genomineerd voor tien Academy Awards, waarvan het die voor beste film, beste regisseur, beste bewerkte scenario en beste filmmuziek (van John Addison) daadwerkelijk won. Tom Jones won daarnaast meer dan vijftien andere prijzen, waaronder drie BAFTA Awards, twee Golden Globes, twee National Board of Review Awards, de prijs voor beste acteur (Albert Finney) van het Filmfestival van Venetië 1963 en een Grammy Award voor de filmmuziek.

## Rolverdeling
| Acteur              | Personage                     |
| ------------------- | ----------------------------- |
| Albert Finney       | Tom Jones                     |
| Susannah York       | Sophie Western                |
| Hugh Griffith       | Squire Western                |
| Edith Evans         | Miss Western                  |
| Joan Greenwood      | Lady Bellaston                |
| Diane Cilento       | Molly Seagram                 |
| George Devine       | Squire Allworthy              |
| David Tomlinson     | Lord Fellamar                 |
| Rosalind Atkinson   | Mrs. Millar                   |
| Wilfrid Lawson      | Black George                  |
| Rosalind Knight     | Mrs. Fitzpatrick              |
| Jack MacGowran      | Partridge                     |
| Freda Jackson       | Mrs. Seagrim                  |
| David Warner        | Blifil                        |
| Joyce Redman        | Mrs. Waters/Jenny Jones       |
| James Cairncross    | Parson Supple                 |
| Rachel Kempson      | Bridget Allworthy             |
| Peter Bull          | Thwackum                      |
| Angela Baddeley     | Mrs. Wilkins                  |
| George A. Cooper    | Fitzpatrick                   |
| Jack Stewart        | MacLachlan                    |
| Patsy Rowlands      |                               |
| John Moffatt        |                               |
| Avis Bunnage        |                               |
| Mark Dignam         |                               |
| Michael Brennan     |                               |
| Lynn Redgrave       | Susan (film- en acteerdebuut) |
| Redmond Phillips    | Lawyer Dowling                |
| Julian Glover       | Northerton                    |
| Micheál MacLiammóir |                               |